# Middleport (Ohio)
Pour les articles homonymes, voir Middleport.
Middleport est une ville du comté de Meigs en Ohio.
Sa population était de 2 530 habitants en 2010.